# 千金情
《千金情》（英語：Pumpkin）是2002年的一部包含讽刺、黑色幽默和浪漫喜剧等三种风格的电影，由安东尼·艾布拉姆斯和亚当·拉尔森·布罗德执导，布罗德编剧。影片讲述了一个患有发展性障碍的年轻男孩与一个联谊会女孩之间的禁忌之恋。影片由姬絲汀娜·莉芝（她也是该片的联合制片人）和汉克·哈里斯主演。